# Международен бърз влак на БДЖ
Международен бърз влак (абревиатура: МБВ) е вид търговска категория на пътнически влак, поддържана и експлоатирана от „Холдинг Български държавни железници“ ЕАД.

## Информация
Международните бързи влакове на БДЖ са стандартни бързи влакове, но със спирки или крайни дестинации в чужбина.
| №  | № и име на МБВ | Линия във вътрешно съобщение | Маршрут на МБВ                                           | Участък във вътрешно съобщение |
| -- | -------------- | ---------------------------- | -------------------------------------------------------- | --- |
| 1  | 7990/1490      | 1                            | София- Димитровград ЖС/Белград                           | София – Калотина; от 15.06 до 17 септември 2018 под номер 1490(не се движи в участъка Димитровград ЖС-Белград поради ремонт на жп линията от началото на 2022)  |
| 2  | 7991/1491      | 1                            | Белград/Димитровград ЖС-София                            | Калотина – София; от 15.06 до 17 септември 2018 под номер 1491 (не се движи в участъка Белград-Димитровград ЖС поради ремонт на жп линията от началото на 2022) |
| 3  | 360            | 5                            | Солун-Кулата-София                                       | Кулата-София(не се движи в участъка Солун-Кулата от 16.03.2020)                                                                                                 |
| 4  | 361            | 5                            | София-Кулата-Солун                                       | София-Кулата(не се движи в участъка Кулата-Солун от 16.03.2020)                                                                                                 |
| 5  | 460/462        | 2 и 4                        | София-Горна Оряховица-Русе/Гюргево север-Букурещ         | София-Русе от 01.06 до 1 октомври 2018 пътува по целия маршрут без прекачване                                                                                   |
| 6  | 461/463        | 4 и 2                        | Букурещ-Гюргево север/Русе-Горна Оряховица-София         | Русе-София от 01.06 до 1 октомври 2018 пътува по целия маршрут без прекачване                                                                                   |
| 7  | 464            | 4                            | Истанбул/Димитровград – Горна Оряховица/Букурещ          | Димитровград – Горна Оряховица от 01.06 до 01.10 вози вагони по релация Истанбул – Букурещ                                                                      |
| 8  | 465            | 4                            | Букурещ/Горна Оряховица – Димитровград/Истанбул          | Горна – Оряховица – Димитровград от 01.06 до 01.10 вози вагони по релация Букурещ – Истанбул                                                                    |
| 9  | 493/1493       | 1                            | София-Пловдив-Димитровград-Свиленград-Истанбул           | София-Свиленград от 01.06 до 1 октомври 2018 вози вагони по релация Букурещ – Истанбул                                                                          |
| 10 | 492/1492       | 1                            | Истанбул-Свиленград-Димитровград-Пловдив-Септември-София | Свиленград-София от 01.06 до 1 октомври 2018 вози вагони по релация Истанбул – Букурещ                                                                          |
| 11 | 7620/1090      |                              | София - Видин - Крайова                                  | София - Видин |
| 12 | 7623/1091      |                              | Крайова - Видин - София                                  | Видин - София |